# مصحف الجماهيرية
مصحف الجماهيرية هو مصحف ليبي برواية قالون عن نافع ومرسوم بالخط العثماني بدأت طباعته في يوم الاثنين شهر مارس 1982. 

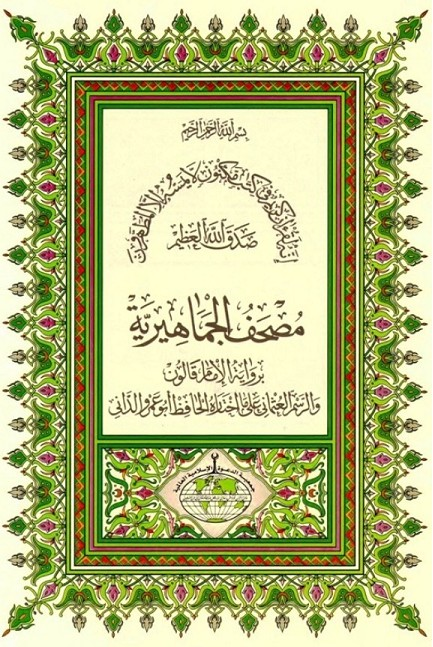
غلاف المصحف

## عنه
المصحف مكتوب برواية الإمام قالون عن نافع ورُسم بالرسم العثماني على ما اختاره الحافظ أبو عمرو الداني. المصحف من طريق محمد بن هارون المعروف بأبي نشيط. يقرأ بهذا المصحف وهذه الرواية عادة في دول المغرب العربي وخاصة ليبيا التي أعدته وأشرفت على إعداده. شارك في إعداده لجنة مكونة من نخبة من المشايخ والحفظة المتخصصين  منهم:
أمين اللجنة : الشيخ محمد أحمد مشاري والشيخ مصطفى أحمد قشقش أمينا مساعدا, وقد قام بكتابته الشيخ أبو بكر ساسي المغربي، وقد كتب العقيد معمر القذافي آخر كلمة فيه وهي كلمة والناس.

## طريقة تقسيمه
قُسم إلى أحزاب وأرباع وأثمان فهو ستين حزبا والحزب أربعة أرباع والربع أربعة ثمان ثم التقسيم الأخير وهو ثمن. جملة السجدات  فيه إحدى عشرة سجدة بمواضع متفرقة منه. استغرقت أعمال اللجنة لإعداده تخطيطا وكتابة ومراجعة بإشراف إذاعة القرآن الكريم برعاية جمعية الدعوة الإسلامية العالمية حوالي ثلاث سنوات تقريباً، وانتهت في ليلة القدر من شهر رمضان عام 1403 هـ (1983) م، واكتملت طباعته عام 1987.
يمتاز هذا المصحف بأن كل صفحاته تنتهي مع نهاية إحدى الآيات باستثناء خمس صفحات، وهي التي تحوي الآيات التالية:
1. الآية 218 من سورة البقرة.
2. الآية 44 من سورة النساء.
3. الأية 27 من سورة إبراهيم.
4. الآيتين 36، و 42 من سورة النور.

## النسخ الحديثة من المصحف
بعد ثورة 17 فبراير، صدرت نسخة جديدة من المصحف باسم القرآن الكريم،حُذفت منها كلمة والناس بخط القذافي، وأُعيد كتابتها بخطٍ آخر.

## أبوبكر ساسي المغربي
أبوبكر ساسي المغربي هو كاتب هذا المصحف، وهو من أهالي طرابلس، ومن مبدعيها في كتابة الخط العربي، ولد فيها سنة 1917 م، بدأ حياته الدراسية بكتاتيب المدينة، ومنها كتاب الفقيه مختار القنور، بداخل زاوية سي عطية بالمدينة القديمة، ثم رحل إلى مصر لطلب العلم، فدخل الأزهر الشريف سنة 1935 م ثم توجه إلى تعليم الخط العربي، بمدرسة تحسين الخطوط الملكية بمصر، على يد نخبة من الخطاطين، من بينهم، الخطاط نجيب الهواوني، والخطاط السيد إبراهيم، والخطاط محمد حسني، والخطاط محمد إبراهيم، والخطاط علي بدوي، والخطاط علي محمد علي مكاوي، والخطاط عبد العزيز الرفاعي.. حيث تحصل على دبلوم هذه المدرسة في سنة 1943 م، ثم رجع إلى بلده، وانخرط في سلك التدريس، لمادة الخط العربي بمعهد المعلمين، والمدارس الثانوية فيها، وإلى جانب ذلك كان هذا الشيخ من المهتمين بتجويد القرآن الكريم، حيث كرس نفسه قارئاً في الإذاعة الليبية، ثم تولى رئاسة قسم القرآن الكريم فيها سنة 1966 م، وعندما تأسس معهد ابن مقلة للخط العربي تولى إدارته سنة 1976 م، قضى بعدها الشيخ أبو بكر ساسي، مدة أربع سنوات، في كتابة مصحف الجماهيرية، الذي يعتبر من المصاحف الجيدة، على مستوى العالمين الإسلامي والعربي، كتابةً وتنفيذاً.